# Ellgau

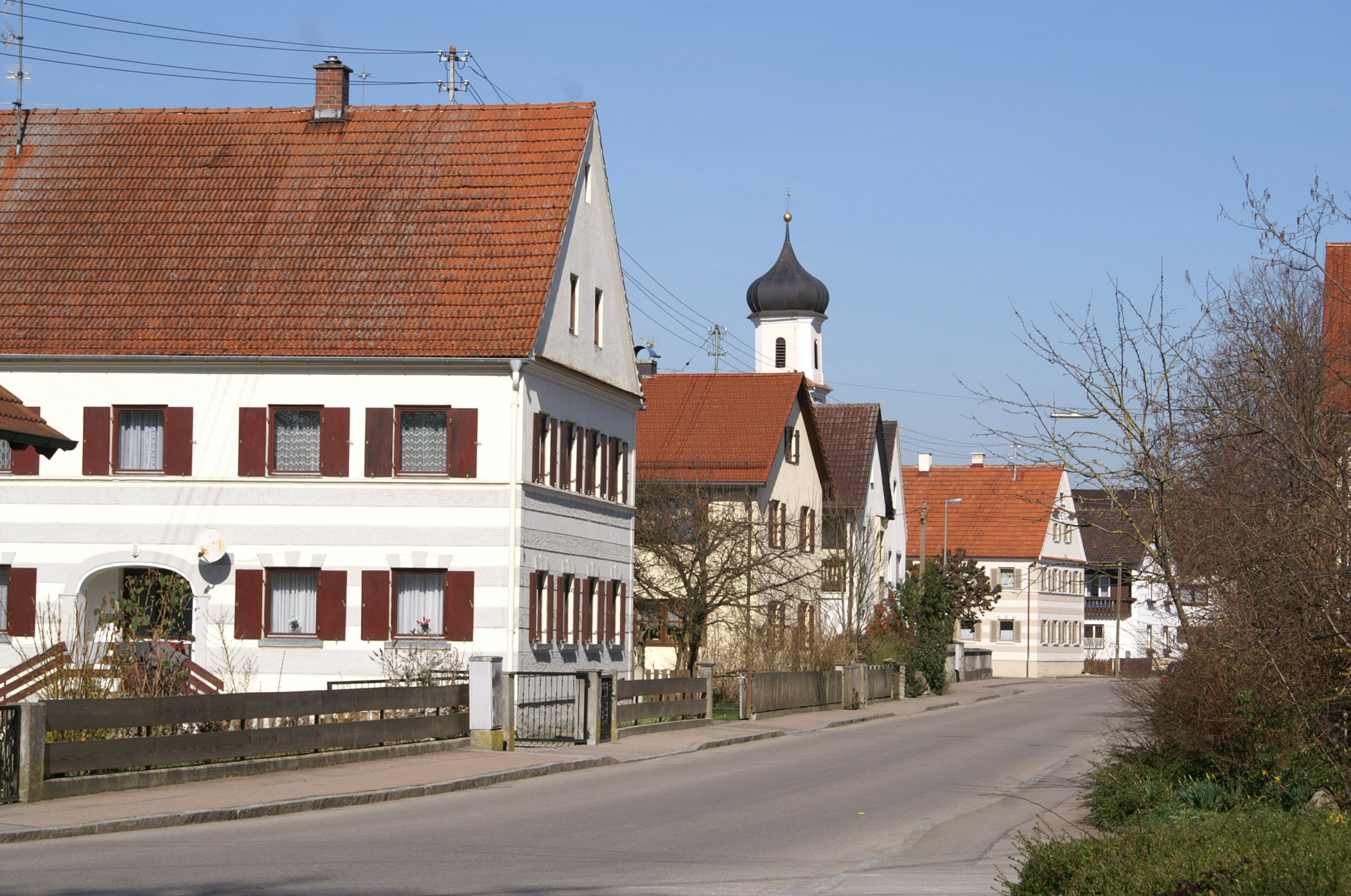
Hauptstraße in Ellgau

Ellgau ist eine Gemeinde im schwäbischen Landkreis Augsburg. Sie ist Mitglied der Verwaltungsgemeinschaft Nordendorf.

## Geographie

### Lage
Ellgau liegt etwa 25 Kilometer nördlich von Augsburg in unmittelbarer Nähe des Flusses Lech und knapp 15 Kilometer südlich der Stadt Donauwörth.

### Gemeindegliederung
Neben dem Kirchdorf Ellgau gibt es noch das Gut Herrlehof. Die Einöde ist jedoch kein amtlich benannter Gemeindeteil.

### Nachbargemeinden
- Allmannshofen (Landkreis Augsburg)
- Meitingen (Landkreis Augsburg)
- Münster (Lech) (Landkreis Donau-Ries)
- Nordendorf (Landkreis Augsburg)
- Oberndorf am Lech (Landkreis Donau-Ries)
- Rain (Lech) (Landkreis Donau-Ries)
- Thierhaupten (Landkreis Augsburg)
- Westendorf (Landkreis Augsburg)

## Geschichte
Der Ort wurde urkundlich erstmals 1126 erwähnt. Sie wechselte im Laufe der Jahrhunderte mehrmals den Besitz, bis sie 1753 von der Familie Fugger gekauft wurde. Seit dem Reichsdeputationshauptschluss von 1803 gehört der Ort zu Bayern. Im Zuge der Verwaltungsreformen im Königreich Bayern entstand mit dem Gemeindeedikt von 1818 die heutige Gemeinde.
Durch die Nähe zum Lech hatte Ellgau Bedeutung für das Flößereiwesen. Es gab eine Anlegestelle für Holztransporte. Deren Bedeutung für den Ort zeigt sich in dem Wappen der Gemeinde, auf dem ein Holzfloß auf einem Fluss dargestellt wird.

### Einwohnerentwicklung
Zwischen 1988 und 2018 wuchs die Gemeinde von 849 auf 1125 um 276 Einwohner bzw. um 32,5 %.

## Politik
Die Gemeinde ist Mitglied der Verwaltungsgemeinschaft Nordendorf.

### Gemeinderat
Der Gemeinderat setzt sich aus 12 Mitgliedern zusammen. Weiteres Mitglied und Vorsitzende des Gemeinderates ist die 1. Bürgermeisterin. Bei der letzten Kommunalwahl am 15. März 2020 lag die Wahlbeteiligung bei 78,0 %. Sie brachte folgendes Ergebnis:
- CSU: 4 Sitze (36,4 %)
- Freie Wählergruppe: 8 Sitze (63,6 %)

Die Sitzverteilung blieb damit unverändert wie in der Amtszeit 2014–2020.

### Bürgermeister
Erste Bürgermeisterin ist seit 1. Mai 2020 Christine Gumpp (Freie Wählergruppe), die mit 62,5 % der Stimmen gewählt wurde. Ihr Vorgänger Manfred Schafnitzel (FWG) war von Mai 1990 bis April 2020 im Amt.

### Wappen
| | Blasonierung: „Wellenförmig geteilt von Blau und Silber; oben ein goldenes Floß mit Ruder, unten über blauem Zinnenschildfuß ein oben gezinnter blauer Balken.“ |
| Wappenbegründung: Die Geschichte Ellgaus ist eng mit seiner Lage am Lech verbunden: Der Ort profitierte wirtschaftlich sehr von der Flößerei. Die mit Holz beladenen Flöße nutzten die Anlegestelle in Ellgau. Daran erinnert das goldene Floß mit Ruder im Gemeindewappen. Der gezinnte Balken ist dem Wappen der Marschälle von Oberndorf entnommen, die seit dem Ende des 13. Jahrhunderts in Ellgau belegt sind. Dieses Wappen wird seit 1960 geführt. | |